# Рас-Гариб
Рас-Гариб (араб. رأس غارب‎) — город в губернаторстве Красное Море, Египет. Находится приблизительно в 140 км к северу от Хургады, столицы этого губернаторства. Второй по величине город губернаторства, население около 100 000 чел [оценка, 2012], включая персонал нефтяного сектора, работающий здесь вахтовым методом. Нефтяная столица Египта, в регионе вокруг Рас-Гариба добывается до 70% всей египетской нефти.
Название города происходит от значимой вершины Гебель Гариб (1670 м), расположенной в 30 км к юго-западу от города.

## История
Территория современного Рас-Гариба заселена многие столетия назад, поэтому в его окрестностях расположены археологические памятники. Существование современного города обязано открытию английскими горными инженерами, работавшими на Shell, Нефтяного Поля Хургады в 1911 году. В 1938 году у Рас-Гариба были пробурены первые нефтяные скважины. Город быстро рос во время и после II Мировой войны и являлся в то время столицей губернаторства Красное море (сейчас уступил это звание Хургаде).

## Современность
Большинство нефтяного бизнеса в Рас-Гарибе принадлежит Egyptian General Petroleum Corporation, дочке Shell.
Для нужд нефтяников был построен современный грузовой морской порт. Добыча нефти ведётся также с нескольких морских шельфовых платформ, расположенных в море у Рас-Гариба в 1-3 км от берега (общая ширина Суэцкого залива у Рас-Гариба составляет около 25 км). Нефтяная компания также построила здесь собственный аэродром с длиной асфальтобетонной полосы 2000 метров, но он не используется для сторонних нужд.
По оценкам властей число трудозанятых в нефтяном секторе промышленности в регионе Рас-Гариба составляет 60 тыс. чел. (2012) .
Туристическая отрасль практически не развита в Рас-Гарибе: в городе всего несколько отелей для египтян, которые можно оценить в одну "звезду". Они расположены в центре города и не имеют собственных пляжей, поэтому годятся только для короткой остановки иностранного путешественника.

## Достопримечательности
- Монастырь Святого Павла Фивейского, 90 км на север от Рас-Гариба.
- Монастырь Святого Антония, 100 км на север от Рас-Гариба.